# Noorwegen op de Olympische Winterspelen 1952
Tijdens de Olympische Winterspelen van 1952, die in Oslo werden gehouden, nam het gastland, Noorwegen, voor de zesde keer deel.

## Medailleoverzicht
| Sport              | Olympiër                                                        | Discipline            | Medaille |
| ------------------ | --------------------------------------------------------------- | --------------------- | -------- |
| Alpineskiën        | Stein Eriksen                                                   | reuzenslalom (m)      | Goud     |
| Langlaufen         | Hallgeir Brenden                                                | 18 km (m)             | Goud     |
| Noordse combinatie | Simon Slåttvik                                                  | mannen                | Goud     |
| Schaatsen          | Hjalmar Andersen                                                | 1500 m (m)            | Goud     |
| Schaatsen          | Hjalmar Andersen                                                | 5000 m (m)            | Goud     |
| Schaatsen          | Hjalmar Andersen                                                | 10.000 m (m)          | Goud     |
| Schansspringen     | Arnfinn Bergmann                                                | mannen                | Goud     |
| Alpineskiën        | Stein Eriksen                                                   | slalom (m)            | Zilver   |
| Langlaufen         | Magnar Estenstad Mikal Kirkholt Martin Stokken Hallgeir Brenden | 4x10 km estafette (m) | Zilver   |
| Schansspringen     | Torbjørn Falkanger                                              | mannen                | Zilver   |
| Alpineskiën        | Guttorm Berge                                                   | slalom (m)            | Brons    |
| Langlaufen         | Magnar Estenstad                                                | 50 km (m)             | Brons    |
| Noordse combinatie | Sverre Stenersen                                                | mannen                | Brons    |
| Schaatsen          | Roald Aas                                                       | 1500 m (m)            | Brons    |
| Schaatsen          | Sverre Haugli                                                   | 5000 m (m)            | Brons    |
| Schaatsen          | Arne Johansen                                                   | 500 m (m)             | Brons    |

## Deelnemers en resultaten

### Alpineskiën
| Olympiër            | Discipline       | Resultaat | Prestatie                              |
| ------------------- | ---------------- | --------- | -------------------------------------- |
| Guttorm Berge       | reuzenslalom (m) | 13e       | 2.34,5 (+9,5)                          |
| Guttorm Berge       | slalom (m)       | Brons     | 2.01,7 (+1,7) 1.01,1+1.00,6            |
| Stein Eriksen       | afdaling (m)     | 6e        | 2.33,8 (+3,0)                          |
| Stein Eriksen       | reuzenslalom (m) | Goud      | 2.25,0                                 |
| Stein Eriksen       | slalom (m)       | Zilver    | 2.01,2 (+1,2) 59,2+1.02,0              |
| Gunnar Hjeltnes     | afdaling (m)     | 7e        | 2.35,9 (+5,1)                          |
| Gunnar Hjeltnes     | reuzenslalom (m) | 10e       | 2.33,7 (+8,7)                          |
| Gunnar Hjeltnes     | slalom (m)       | r1: 49e   | 2e run niet startgerechtigd 1.11,6+dns |
| Sverre Johannessen  | afdaling (m)     | dq        | diskwalificatie                        |
| Johnny Lunde        | afdaling (m)     | 20e       | 2.43,6 (+12,8)                         |
| Alf Opheim          | reuzenslalom (m) | 19e       | 2.35,9 (+10,9)                         |
| Per Rollum          | slalom (m)       | 8e        | 2.04,5 (+4,5) 1.01,6+1.02,9            |
| Tull Gasmann        | reuzenslalom (v) | 35e       | 2.34,3 (+27,5)                         |
| Tull Gasmann        | slalom (v)       | 33e       | 2.36,9 (+26,3) 1.29,4+1.07,5           |
| Margit Hvammen      | afdaling (v)     | 7e        | 1.50,9 (+3,8)                          |
| Margit Hvammen      | reuzenslalom (v) | 18e       | 2.17,7 (+10,9)                         |
| Margit Hvammen      | slalom (v)       | 18e       | 2.21,2 (+10,6) 1.09,8+1.11,4           |
| Dagny Jørgensen     | afdaling (v)     | 21e       | 1.56,5 (+9,4)                          |
| Dagny Jørgensen     | reuzenslalom (v) | 33e       | 2.31,1 (+24,3)                         |
| Borghild Niskin     | afdaling (v)     | dq        | diskwalificatie                        |
| Borghild Niskin     | reuzenslalom (v) | 6e        | 2.11,9 (+5,1)                          |
| Borghild Niskin     | slalom (v)       | 11e       | 2.17,7 (+7,1) 1.08,7+1.09,0            |
| Karen-Sofie Styrmoe | afdaling (v)     | 31e       | 2.15,5 (+28,4)                         |
| Karen-Sofie Styrmoe | slalom (v)       | 23e       | 2.27,6 (+17,0) 1.15,0+1.12,6           |

### Bobsleeën
| Olympiër                                                       | Discipline                 | Resultaat | Prestatie                                                |
| -------------------------------------------------------------- | -------------------------- | --------- | -------------------------------------------------------- |
| Arne Holst Kåre Christiansen                                   | 2-mansbob (m) Noorwegen I  | 13e       | 5.38,41 (+13,87) (1.24,52 / 1.24,77 / 1.24,24 / 1.24,88) |
| Erik Tandberg Curt James Haydn                                 | 2-mansbob (m) Noorwegen II | 14e       | 5.39,62 (+15,08) (1.26,33 / 1.24,82 / 1.24,23 / 1.24,24) |
| Arne Holst Trygve Brudevold Curt James Haydn Kåre Christiansen | 4-mansbob (m) Noorwegen I  | 12e       | 5.21,36 (+13,52) (1.20,05 / 1.19,93 / 1.19,98 / 1.21,40) |
| Reidar Alveberg Anders Hveem Arne Røgden Gunnar Thoresen       | 4-mansbob (m) Noorwegen II | 13e       | 5.24,47 (+16,63) (1.21,53 / 1.21,18 / 1.20,77 / 1.20,99) |

### Kunstrijden
| Olympiër                        | Discipline | Resultaat | Prestatie                 |
| ------------------------------- | ---------- | --------- | ------------------------- |
| Ingeborg Nilsson                | vrouwen    | 24e       | pc. 215,0; 113,322 punten |
| Bjørg Løhnner Øien              | vrouwen    | dnf       | opgave                    |
| Bjørg Skjælaaen Reidar Børjeson | paarrijden | 13e       | pc. 117,0; 75,200 punten  |

### Langlaufen
| Olympiër                                                        | Discipline        | Resultaat | Prestatie                                       |
| --------------------------------------------------------------- | ----------------- | --------- | ----------------------------------------------- |
| Hallgeir Brenden                                                | 18 km (m)         | Goud      | 1:01.34                                         |
| Magnar Estenstad                                                | 18 km (m)         | 11e       | 1:04.26 (+2.52)                                 |
| Magnar Estenstad                                                | 50 km (m)         | Brons     | 3:38.28 (+4.55)                                 |
| Per Gjelten                                                     | 18 km (m)         | 20e       | 1:07.40 (+6.06)                                 |
| Ottar Gjermundshaug                                             | 18 km (m)         | 17e       | 1:06.13 (+4.39)                                 |
| Mikal Kirkholt                                                  | 18 km (m)         | 12e       | 1:04.53 (+3.19)                                 |
| Edvin Landsem                                                   | 50 km (m)         | 7e        | 3:40.43 (+7.10)                                 |
| Harald Maartmann                                                | 50 km (m)         | 8e        | 3:43.43 (+10.10)                                |
| Olav Økern                                                      | 50 km (m)         | 4e        | 3:38.45 (+5.12)                                 |
| Simon Slåttvik                                                  | 18 km (m)         | 15e       | 1:05.40 (+4.06)                                 |
| Sverre Stenersen                                                | 18 km (m)         | 27e       | 1:09.44 (+8.10)                                 |
| Martin Stokken                                                  | 18 km (m)         | 6e        | 1:03.00 (+1.26)                                 |
| Magnar Estenstad Mikal Kirkholt Martin Stokken Hallgeir Brenden | 4x10 km estafette | Zilver    | 2:23.13 (+2.57) (36.52 / 36.07 / 35.37 / 34.37) |
| Rakel Wahl                                                      | 10 km (v)         | 6e        | 44.54 (+3.14)                                   |
| Marit Øiseth                                                    | 10 km (v)         | 7e        | 45.04 (+3.24)                                   |
| Gina Sigstad                                                    | 10 km (v)         | 10e       | 45.37 (+3.57)                                   |
| Jorun Askersrud                                                 | 10 km (v)         | 12e       | 47.45 (+6.05)                                   |

### Noordse combinatie
| Olympiër            | Discipline | Resultaat | Prestatie                                                              |
| ------------------- | ---------- | --------- | ---------------------------------------------------------------------- |
| Simon Slåttvik      | mannen     | Goud      | 451,62 punten schans: 223,5 (67,5+67,0+66,5 m) 18 km: 228,12 (1:05.40) |
| Sverre Stenersen    | mannen     | Brons     | 436,34 punten schans: 223,0 (67,0+68,0+69,5 m) 18 km: 213,34 (1:09.44) |
| Per Gjelten         | mannen     | 5e        | 432,85 punten schans: 212,0 (65,0+64,5+66,0 m) 18 km: 220,85 (1:07.40) |
| Ottar Gjermundshaug | mannen     | 6e        | 432,12 punten schans: 206,0 (61,0+64,5+68,0 m) 18 km: 226,12 (1:06.13) |

### Schaatsen
| Olympiër          | Discipline   | Resultaat | Prestatie         |
| ----------------- | ------------ | --------- | ----------------- |
| Roald Aas         | 1500 m (m)   | Brons     | 2.21,6 (+1,2)     |
| Hjalmar Andersen  | 1500 m (m)   | Goud      | 2.20,4            |
| Hjalmar Andersen  | 5000 m (m)   | Goud      | 8.10,6            |
| Hjalmar Andersen  | 10.000 m (m) | Goud      | 16.45,8           |
| Hroar Elvenes     | 500 m (m)    | 6e        | 44,1 (+0,9)       |
| Wiggo Hanssen     | 5000 m (m)   | 9e        | 8.37,2 (+26,6)    |
| Sverre Haugli     | 5000 m (m)   | Brons     | 8.22,4 (+11,8)    |
| Sverre Haugli     | 10.000 m (m) | 6e        | 17.30,2 (+44,4)   |
| Finn Helgesen     | 500 m (m)    | 5e        | 44,0 (+0,8)       |
| Arne Johansen     | 500 m (m)    | Brons     | 44,0 (+0,8)       |
| Yngvar Karlsen    | 5000 m (m)   | 20e       | 8.48,2 (+37,6)    |
| Yngvar Karlsen    | 10.000 m (m) | 18e       | 18.10,6 (+1.24,8) |
| Ivar Martinsen    | 1500 m (m)   | 8e        | 2.23,4 (+3,0)     |
| Ingar Nordlund    | 10.000 m (m) | dnf       | opgave            |
| Sigmund Søfteland | 500 m (m)    | 10e       | 44,3 (+1,1)       |
| Nic Stene         | 1500 m (m)   | 15e       | 2.24,8 (+4,4)     |

### Schansspringen
| Olympiër           | Discipline | Resultaat | Prestatie                  |
| ------------------ | ---------- | --------- | -------------------------- |
| Arnfinn Bergmann   | mannen     | Goud      | 226,0 punten (67,5+68,0 m) |
| Torbjørn Falkanger | mannen     | Zilver    | 221,5 punten (68,0+64,0 m) |
| Halvor Næs         | mannen     | 4e        | 216,5 punten (63,5+64,5 m) |
| Arne Hoel          | mannen     | 6e        | 215,5 punten (66,5+63,5 m) |

### IJshockey
| Olympiër | Discipline | Resultaat | Prestatie |
| --- | ---------- | --------- | --- |
| Jan Erik Adolfsen Arne Bergh Egil Bjerklund Per Dahl Bjørn Gulbrandsen Bjørn Oscar Gulbrandsen Finn Gundersen Arthur Kristiansen Gunnar Kroge Johnny Larntvet Roar Pedersen Annar Petersen Ragnar Rygel Leif Solheim Øivind Solheim Roy Strandem Per Voigt | mannen     | 9e        | toernooi: 2 - 3 Noorwegen - Verenigde Staten 0 - 6 Noorwegen - Tsjecho-Slowakije 2 - 4 Noorwegen - Zweden 2 - 7 Noorwegen - Zwitserland 2 - 5 Noorwegen - Finland 2 - 6 Noorwegen - Duitsland 2 - 11 Noorwegen - Canada 3 - 4 Noorwegen - Polen |

Argentinië · Australië · België · Bulgarije · Canada · Chili · Denemarken · Duitsland · Finland · Frankrijk · Griekenland · Groot-Brittannië · Hongarije · IJsland · Italië · Japan · Joegoslavië · Libanon · Nederland · Nieuw-Zeeland · Noorwegen · Oostenrijk · Polen · Portugal · Roemenië · Spanje · Tsjecho-Slowakije · Verenigde Staten · Zweden · Zwitserland